# Andreas Christian Dedekind
Andreas Christian Dedekind (Sankt Andreasberg, 26 maart 1658 - Eisenach, 21 september 1706) was een Duitse barokmusicus en cantor. Hij is vooral bekend geworden als muziekleraar van Johann Sebastian Bach. Daarnaast heeft hij ook composities geschreven, zoals een wereldlijke cantate voor het huwelijk van hertogin Sophie Charlotte van Württemberg.

## Levensloop
Andreas Christian Dedekind werd in 1658 geboren als zoon van Andreas en Magdalena Dedekind. Hij had verder nog een oudere broer: Johann Melchior (1647-1700).
Dedekind volgde een opleiding in Freiberg en van 1675 en 1683 studeerde hij aan de universiteit van Leipzig. Hierna werd hij conrector in Oschatz. In 1687 volgde een aanstelling als muzikant en leraar in Arnstadt, waar hij de familie Bach leerde kennen. Tevens werkte hij hier als notaris.
In 1690 werd Dedekind benoemd tot cantor in Eisenach. Onderdeel van zijn werkzaamheden was het geven van muziekles aan de lokale Latijnse school. In Eisenach was ook Dedekinds vriend Johann Ambrosius Bach werkzaam en toen diens zoon Johann Sebastian in de jaren 1692-1695 de Latijnse school bezocht, was Dedekind daar zijn muziekleraar. De school had ook een eigen koor dat deelnam aan de kerkdiensten en feestelijke gebeurtenissen in Eisenach; het is aannemelijk dat Johann Sebastian in dit koor heeft gezongen.
Johann Ambrosius Bach hertrouwde eind 1694 met Barbara Margaretha Bartholomäi. Mogelijk heeft Dedekind hierin een rol gespeeld door de twee aan elkaar te koppelen: Barbara was namelijk zijn schoonzuster. Lang duurde dit huwelijk echter niet: reeds op 20 februari 1695 overleed Johann Ambrosius. Dedekind was hierna een belangrijke steun en toeverlaat voor Bachs kinderen. Hij hielp tevens de weduwe met de financiële afhandeling van de erfenis.